# توبول آر إس- 12 إم

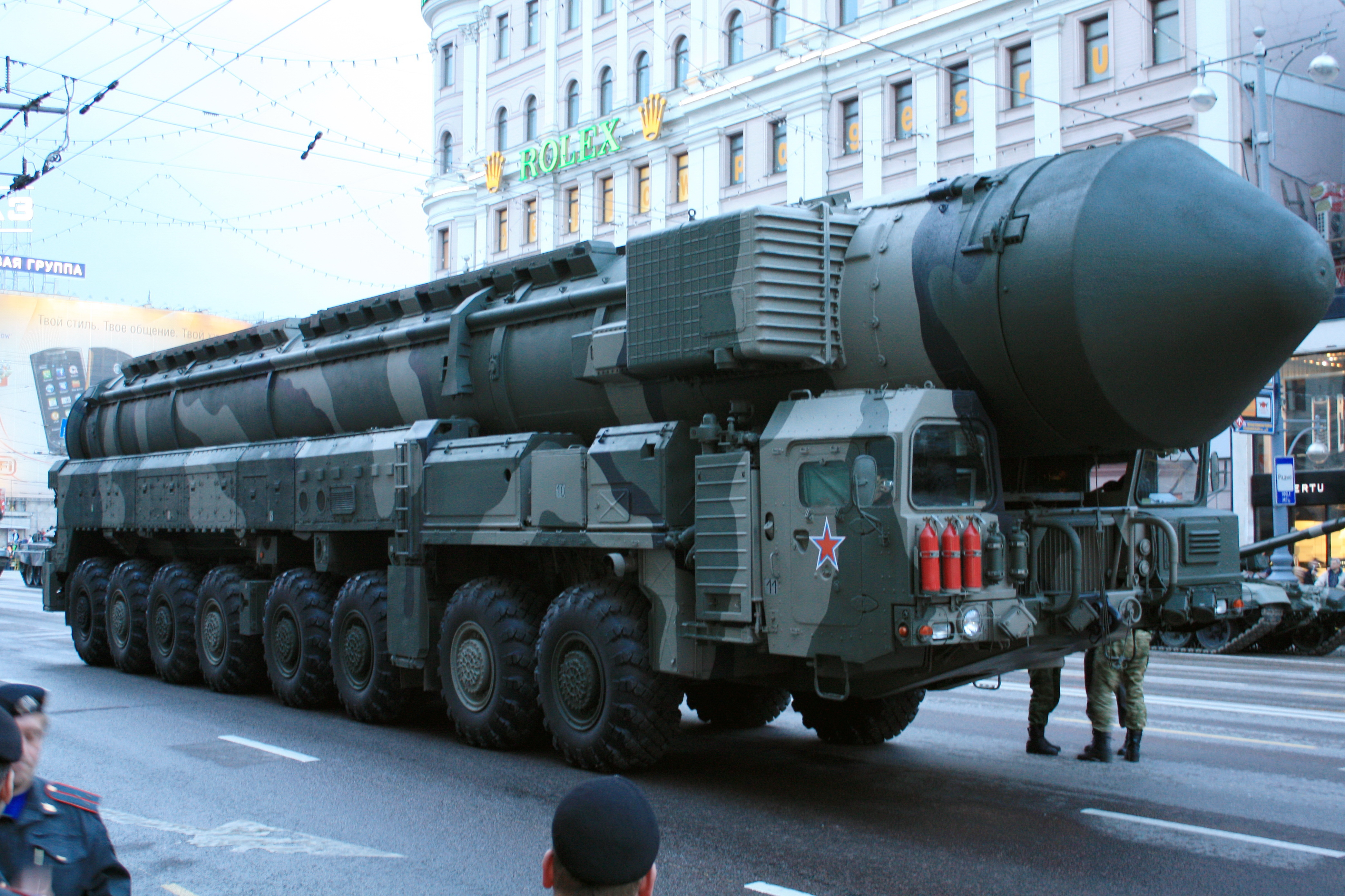
توبول ام

توبول إم (بالإنجليزية: RT-2UTTKh Topol-M)‏ (ويسميه حلف الناتو: إس إس 27) هو منظومة لاطلاق الصواريخ العابره للقارات التي نشرتها موسكو في سنه 1997 في روسيا والأول الذي يتم تطويره بعد تفكك الاتحاد السوفيتي.
يعد الصاروخ البالستي «توبول - م» صاروخا عابرا للقارات، وقد بدأ العمل على تصميمه في اواخر الثمانينات. واجري أول اختبار له في ديسمبر/كانون الأول عام 1994. ويمكن استخدام الصاروخ «توبل – م» سواء كان في المنصات الثابتة أو المجاميع الصاروخية المتحركة. وبلغ عدد الصواريخ من هذا النوع في الجيش الروسي في مطلع عام 2009 حوالي 50 صاروخا منصوبا في المنصات الثابتة و15 صاروخا منصوبا في المنصات المتحركة. ويبلغ مدى إطلاقه 11000 كم. ويتألف الصاروخ من 3 مراحل. ويبلغ طوله 22 متر. ويسير المجمع الصاروخي المتحرك بسرعة 26400 كم في الساعة. ويبلغ احتياطي الحركة لعربة المجمع الصاروخي المتحرك 500 كم.
والصاروخ «توبل-م» ذو ثلاث مراحل عابر للقارات ويبلغ طوله 22.7 متراً وقطره 1.95 متراً
كما أنه مزود بثلاثة محركات ضخمة إلى جانب أجهزة التوجيه والإدارة وعشرات المحركات المساعدة التي تجعل التنبؤ بتحليق وطيران «توبل-م» أمراً يصعب تحقيقه خاصة أنه يملك القدرة على المناورة وتغيير الاتجاه بشكل ذاتي ناهيك عن انه يحمل مباشرة عشرة رؤوس نووية عدا الرؤوس التمويهية.
ولعل من أهم المواصفات التي تتميز بها هذه المنظومة هو أنها لا تستجيب للذبذبات الكهرومغناطيسية. وتم في العام 2004 تحميل عدد من منظومات هذه الصواريخ على آليات متنقلة إضافة إلى المنصات تحت الأرضية الحالية في مناطق سرية تعرف بأرقام مشفرة ولا وجود لأمكنتها على الخارطة الجغرافية.

## مواصفات فنية تكتيكية للصاروخ «توبل – م»
- مدى الإطلاق الأقصى 11000 كم
- وزن الصاروخ عند الإطلاق 47.1 طنا
- عدد المراحل 3
- الوزن المنقول 1.2 طن
- طول الصاروخ 22.7 متر
- قطر جسم الصاروخ 1.86 متر
- قوة الحشوة القتالية 0.55 ميغاطن
- الانحراف المسموح به 200 متر